# 환상수호전
《환상수호전》(일본어: 幻想水滸伝)은 일본의 비디오 게임 개발사 코나미가 제작한 일련의 롤플레잉 비디오 게임 시리즈이다. 당시 코나미의 직원 무라야마 요시타카가 주도해 첫 작품 《환상수호전》 (1995)부터 시작해 세 번째 작품 《환상수호전 III》 (2002)까지 감수했다. 2006년까지 본편 시리즈가 5개 발매됐으며 그 외에 외전격 작품들도 발매됐다.
중국 고전소설 《수호전》에서 영감을 얻은 세계관을 바탕으로, 각 작품마다 대개 원작에서 본딴 108개의 수호성을 지닌 108명의 주인공 및 동료들을 중심으로 진행되는 대서사가 특징이다. 외전 작품인 《환상수호전 티어크라이스》와 《환상수호전: 이어지는 백년의 시》를 제외하고 본편 게임들 모두 같은 세계관에서 다른 시간대의 이야기를 다루며, 다수의 등장인물들이 여러 작품에서 걸쳐 등장한다.

## 게임 목록

### 본편
- 《환상수호전》 (1995)
- 《환상수호전 II》 (1998)
- 《환상수호전 III》 (2002)
- 《환상수호전 IV》 (2004)
- 《환상수호전 V》 (2006)

### 외전
- 《환상수호외전 Vol. 1》 (2000)
- 《환상수호외전 Vol. 2》 (2001)
- 《환상수호전 카드 스토리즈》 (2001)
- 《랩소디아》 (2005)
- 《환상수호전 티어크라이스》 (2008)
- 《환상수호전: 이어지는 백년의 시》 (2012)

## 특징

### 게임플레이
《환상수호전》 시리즈에서는 주인공을 포함해 최대 6인의 파티를 구성해 전투를 벌일 수 있다. 동료들은 《수호전》에 등장하는 108명의 호걸에서 영향을 받은 108개의 수호성을 대표하는 것이 특징으로, 각 작품마다 이 속성들을 대표하는 총 108명의 인물들을 동료로 삼을 수 있다. 108명을 모두 포섭하는 데에 성공할 경우 게임의 결말이 바뀌는 등 특전이 있으며, 그 외에 세이브 파일 데이터를 후속작에서 읽으면 얻을 수 있는 부가사항도 있기도 하다.
각 작품마다 일반 전투, 전쟁, 일기토 총 세 가지 방식의 전투 시스템을 번갈아가며 사용하는 것이 특징이다.
- 일반 전투 모드: 일반적인 롤플레잉 비디오 게임처럼 턴제 방식으로 아군과 적군이 번갈아가며 싸운다. 게임마다 적에게 뇌물을 주거나 두 명 이상의 아군이 협력해서 공격하는 특수조작도 할 수 있다.
- 전쟁 모드: 전략 시뮬레이션 비디오 게임과 유사한 시스템을 가진 전투 방식으로, 적과 아군 모두 군대로 뭉쳐 필드 위에서 움직이며 공격하고 방어한다.
- 일기토 모드: 일부 특수 이벤트에서 사용하는 전투 시스템으로, 주로 주인공이 적 한 명과 일대일 승부를 가리는 것이 특징이다. 상대방의 행동에 따라 알맞은 공격을 선택하면 성공한다. 《환상수호전 V》의 경우 공격을 선택하는 데에 제한시간이 걸려있다.

## 개발
《환상수호전》 시리즈는 코나미의 직원 무라야마 요시타카가 주도해 시작한 작품으로, 그가 기획, 제작 및 시나리오 집필에 상당수 관여했다. 무라야마는 2002년 《환상수호전 III》 개발 막바지에 코나미를 퇴사하면서 시리즈 제작 참가를 중단했다. 이후 《환상수호전 IV》는 무라야마에 뒤이어 《환상수호전 III》의 디렉터를 맡은 마츠카와 노리타다가 기획했으나 제작은 1편 디자이너였던 카와노 준코가 담당했다. 《환상수호전 V》는 사키야마 타카히로가 기획했다.

### 전망
2011년, 일본 웹사이트 4gamers.net가 RPG 프론티어 게이트에 관해 진행한 인터뷰에서 코나미 개발자들은 《환상수호전》 개발진이 해체돼 코나미 내 다른 부서에 옮기거나 이직했다고 밝혔다. 2011년 도쿄 게임쇼에서 코나미는 외전작 《환상수호전: 이어지는 백년의 시》를 발표했다. 플레이스테이션 포터블 플랫폼으로 일본서 2012년 2월 12일 출시됐으나 평가는 저조했다. 2015년 2015년 〈니혼케이자이 신문〉 기사에서 시리즈 개발이 전면중단됐다고 보도했다.
2020년, 코나미에서 《환상수호전》 제작에 참여한 개발진이 주축인 개발사 래빗 & 베어가 설립됐다. 설립자 및 관계자로 《환상수호전》 1, 2편을 기획한 무라야마 요시타카, 1, 4편의 대표 아티스트였던 카와노 준코, 《캐슬바니아: 비애의 아리아》의 아트 디렉터 무라카미 준이치, 《랩소디아》 디렉터 코무타 오사무, 그리고 작곡가 사쿠라바 모토이와 나루케 미치코가 있다. 무라야마는 2020년 크라우드펀딩 웹사이트 킥스타터로 자신의 《환상수호전》에서 영감을 받은 정신적후속작 《백영웅전》을 공개했으며, 개발금 목표을 달성해 2023년 게임을 출시했다.

## 참조
1. ↑  영어판 제목은 《수호전》(水滸伝), Suikoden).